# Samorząd regionu (Izrael)
Samorząd regionu w Izraelu (liczba pojedyncza: hebr. ‏מוֹעָצָה אֵזוֹרִית, Mo'atza Ezorit‎ / liczba mnoga: hebr. ‏מוֹעָצוֹת אֵזוֹרִיּוֹת, Mo'atzot Ezoriyot‎) – organ samorządowej władzy lokalnej, która zarządza różnorodnymi zespołami osad wiejskich położonych w danej okolicy.
W Izraelu każda społeczność, której populacja przewyższa 2 tys. mieszkańców, jest zarządzana przez regionalny komitet samorządowy. Do jego przywilejów należy między innymi wysyłanie swoich przedstawicieli do wyższych organów samorządu.